# یاسین سامیه
یاسین سامیه (عربی: ياسين ساميه؛ زادهٔ ۲۲ فوریهٔ ۱۹۹۸) بازیکن فوتبال است.
وی همچنین در تیم ملی فوتبال سوریه بازی کرده‌است.